# Гней Гелий
Гней Гелий (на латински: Gnaeus Gellius) e римски историк на „старата аналистика“ през края на 2 век пр.н.е.
Към края на 2 век пр.н.е. той написва annales (анали, годишни книги) за римската история от ранно време до 146 пр.н.е. в повече от 97 книги. По-късните историци Гай Лициний Мацер и Дионисий Халикарнаски го използват за произведенията си. Цитиран е от Авъл Гелий и Сервий.